# Kuncen (Taman)
Kuncen is een bestuurslaag in het regentschap Madiun van de provincie Oost-Java, Indonesië. Kuncen telt 1099 inwoners (volkstelling 2010).